# Communauté de communes des Coteaux de Sigoulès
La  communauté de communes des Coteaux de Sigoulès  est une ancienne communauté de communes française, située dans le département de la Dordogne et la région Nouvelle-Aquitaine.
Elle faisait partie du Pays du Grand Bergeracois.

## Historique
La communauté de communes des Coteaux de Sigoulès a été créée le 18 novembre 2003 pour une prise d'effet au 1er janvier 2004.
Selon l'arrêté préfectoral no 2011-89 du 3 novembre 2011, les communes de Monestier et Razac-de-Saussignac y adhèrent à leur tour à compter du 1er janvier 2012.
Au 1er janvier 2017, la communauté de communes des Coteaux de Sigoulès fusionne avec l'ancienne communauté d'agglomération bergeracoise pour former la nouvelle communauté d'agglomération bergeracoise.

## Composition
De 2012 à 2016, elle était composée de onze des quinze communes du canton de Sigoulès :
| Nom                    | Code Insee | Gentilé       | Superficie (km2) | Population (dernière pop. légale) | Densité (hab./km2) |
| ---------------------- | ---------- | ------------- | ---------------- | --------------------------------- | ------------------ |
| Sigoulès (siège)       | 24534      | Sigoulésiens  | 10,86            | 944 (2014)                        | 87                 |
| Cunèges                | 24148      | Cunégeois     | 5,98             | 297 (2014)                        | 50                 |
| Gageac-et-Rouillac     | 24193      | Gageacois     | 13,99            | 415 (2014)                        | 30                 |
| Mescoules              | 24267      | Mescoulois    | 4,85             | 173 (2014)                        | 36                 |
| Monestier              | 24276      | Monestériens  | 17,75            | 379 (2014)                        | 21                 |
| Pomport                | 24331      | Pomportois    | 19,55            | 794 (2014)                        | 41                 |
| Razac-de-Saussignac    | 24349      | Razacois      | 11,58            | 344 (2014)                        | 30                 |
| Ribagnac               | 24351      | Ribagnacois   | 11,81            | 332 (2014)                        | 28                 |
| Rouffignac-de-Sigoulès | 24357      | Rouffignacois | 6,52             | 341 (2014)                        | 52                 |
| Saussignac             | 24523      | Saussignacois | 8,97             | 431 (2014)                        | 48                 |
| Thénac                 | 24549      | Thénacais     | 20,34            | 409 (2014)                        | 20                 |

## Représentation
À partir du renouvellement des conseils municipaux de mars 2014, le nombre de délégués siégeant au conseil communautaire était le suivant : trois communes (Cunèges, Mescoules et Ribagnac) disposaient d'un seul siège. Les autres en avaient plus (deux pour Gageac-et-Rouillac, Monestier, Razac-de-Saussignac, Rouffignac-de-Sigoulès, Saussignac et Thénac ; quatre pour Pomport et Sigoulès), ce qui faisait un total de 23 conseillers communautaires.

## Administration
| Période                                  | Période       | Identité               | Étiquette | Qualité                        |
| ---------------------------------------- | ------------- | ---------------------- | --------- | ------------------------------ |
| janvier 2004                             | avril 2008    | Roger Lapouge          | SE        | Maire de Mescoules (2001-2020) |
| avril 2008                               | décembre 2016 | Jean-Jacques Chapellet | SE        | Maire de Thénac (depuis 1995)  |
| Les données manquantes sont à compléter. |               |                        |           |                                |

## Compétences
- Action sociale
- Aménagement rural
- Assainissement non collectif
- Collecte des déchets
- Environnement
- Établissements scolaires
- Tourisme
- Voirie
- Zones d'activités industrielle, commerciale, tertiaire, artisanale ou touristique
- Zones d'aménagement concerté (ZAC)

### Sources
- Le SPLAF (Site sur la Population et les Limites Administratives de la France)
- La base ASPIC de la Dordogne - (Accès des Services Publics aux Informations sur les Collectivités)